# Ochthebius salinator
Ochthebius salinator är en skalbaggsart som beskrevs av Henri de Peyerimhoff 1924. Ochthebius salinator ingår i släktet Ochthebius och familjen vattenbrynsbaggar. Inga underarter finns listade i Catalogue of Life.